# 排孜日追
排孜日追，位于西藏自治区日喀则市聂拉木县波绒乡排孜村，是一座藏传佛教寺院。

## 简介
排孜日追是位于西藏自治区日喀则市聂拉木县波绒乡排孜村的一座藏传佛教寺院。
2013年，聂拉木县人民政府对波绒乡德庆寺等6座寺庙公路工程招标。本项目分四个标段：一标段：聂拉木县波绒乡德庆寺公路；二标段：聂拉木锁作乡日龙日追寺公路；三标段：聂拉木县樟木镇扎西通卓林寺公路；四标段：聂拉木县锁作乡贡尼日追寺公路、G318线岔口至聂拉木县乃龙乡加吴日追寺公路、聂拉木县波绒乡排孜日追寺公路。